# 란차노
란차노(이탈리아어: Lanciano)는 이탈리아 아브루초주 키에티도에 있는 코무네이다. 첫 가톨릭 성체 기적이 기록된 곳이기도 하다.

## 역사
고대 로마 시대에 란차노의 명칭은 이탈리아 부족 중 하나인 프레타니족들의 도시였던 앙크사눔(Anxanum)이다. 도시는 아이네이아스와 함께 이탈리아에 상륙한 트로이 난민 솔리무스(Solimus)가 기원전 1098년에 세웠다고 전해진다. 전설 외에도, 고고학 유물들이 발견된 이 지역은 기원전 5000년경부터 정착이 이루어졌다.
프레타니족들의 지배를 받은 이곳은 아마도 마그나 그라이키아의 영향 하에 있었을 것으로 추정된다. 삼니움 전쟁 당시 프레타니족은 로마와 동맹 관계였기에 전쟁 이후 란차눔은 뮤니시퓸의 지위로 올라갔다. 이곳은 풀리아와 페스카라를 연결하는 중요한 무역로로서 상업 지역으로 번영했을 것으로 추정된다.
전승에 따르면 십자가형을 받고 있던 예수의 옆을 창으로 찌른 로마 백부장인 론지노의 출생지이기도 하다. 참고로 이탈리아어로 란차노(Lanciano)는 '창'이라는 뜻이다.
서로마 제국이 멸망하던 와중에, 란차노는 고트족들에 의해 약탈되었고 랑고바르드족의 침입으로 파괴되었다. 새 정착지는 새 통치자가 세운 성 주변에 건설되었다. 하자만 610년에 비잔티움 제국이 이를 정복하였고 테아테(Teate, 키에티) 공국에 편입시키고 무역을 다시 시작하는 것을 허용했다. 8세기 후반에 프랑크족들에게 정복당하여 스폴레토 공국에 편입되었다.
1060년에 노르만족은 이곳을 통일된 시칠리아 왕국의 중심지로 만든다. 란차노는 다시금 번영하였고 1340년에는 프레데리크 2세와 그의 아들 만프레디에게서 상당한 자치권을 부여받은 인구 6,500여명의 아브루초 지역에서 가장 큰 도시였다. 시칠리아 왕국의 왕 카를로 1세는 도시의 항구에서의 수익을 성 베드로 대성당을 짓는 데 이용했다. 후에 란차노는 근처 도시 오르토나와 자주 전쟁을 하게 된다.
교황 그레고리오 12세는 치티달레에서 도망쳐 나폴리 지역으로 왔고 그 후에 가에타로 갔다. 이탈리아 전쟁이 끝나고, 새 스페인 지배자와 무역의 변화는 아메리카 대륙의 발견으로 인한 란차노의 쇠퇴 때문이였고 1640년에는 남작의 소유가 된다.
후에 이곳은 1799년에 파르테노페아 공화국의 일부가 되었다. 1860년에는 투표를 통하여 이탈리아 왕국에 편입되었다.
제2차 세계 대전 중에는 독일 점령군에 대항하는 저항군의 활동 중심지였다. 1943년 10월 6일, 이탈리아 시민들이 독일군에게 공격을 받았다. 전쟁 중 시민들이 보여준 군사적 용기를 인정받아 1952년 이탈리아 대통령 루이지 에우나이디로부터 황금 훈장을 수여받았다.

## 훈장
- 황금 훈장.

## 자매 도시
- 아르헨티나 베라사테기 (1960년 ~ )
- 캐나다 본 (2002년 ~ )
- 핀란드 페르호 (2004년 ~ )
- 몰타 알라 (2005년 ~ )
- 헝가리 비셰그라드 (2006년 ~ )
- 독일 리덴부르크 (2015년 ~ )
- 이탈리아 라테르차 (2018년 ~ )